# Dufles
Dulphe Jeronymo Adalberto de Cunto, mais conhecido como Dufles (Bauru, 26 de fevereiro de 1938 — São Paulo, 10 de novembro de 2004), foi um futebolista brasileiro, que atuou como atacante.

## Biografia
Iniciou a carreira junto com Pelé no Bauru Atlético Clube, o Baquinho, e depois tornou-se um verdadeiro cigano do futebol, atuando em diversas equipes, entre elas Santos, Atlético Mineiro, Guarani-PR de Ponta Grossa e Marcílio Dias.
A passagem do centroavante no clube catarinense foi breve, mas marcante. Contratado para o lugar do ídolo Idésio, que havia se transferido para o Metropol de Criciúma, Dufles estreou com a camisa do Marinheiro na primeira rodada do Campeonato Catarinense de 1963, em 3 de novembro de 1963, quando marcou o gol da vitória do Marcílio Dias por 2–1 sobre o Figueirense, no Estádio Adolpho Konder, em Florianópolis.
De acordo com o livro Torneio Luiza Mello – Marcílio Dias Campeão Catarinense de 1963, Dufles atuou em dez partidas na competição e anotou quatro gols, sendo uma das figuras do escrete marcilista na conquista do título estadual. Dufles também participou da campanha do título do campeonato da Liga Itajaiense de 1963. Permaneceu em Itajaí de novembro de 1963 a agosto de 1964. Outros clubes catarinenses que defendeu foram o Ferroviário de Tubarão e o Próspera de Criciúma.
Com a camisa alvinegra do Atlético Mineiro, equipe que defendeu em 1959, Dufles disputou oito partidas e marcou quatro gols.

### Títulos
Marcílio Dias
- Campeonato Catarinense: 1963